# Фефелов, Яков Филиппович
Яков Филиппович Фефелов (1923—1945) — Гвардии старший сержант Рабоче-крестьянской Красной Армии, участник Великой Отечественной войны, Герой Советского Союза (1945).

## Биография
Яков Фефелов родился в 1923 году в селе Солоновка (ныне — Смоленский район Алтайского края). В 1936 году переехал в посёлок Боровлянка Троицкого района, окончил там начальную школу и работал трактористом. В августе 1941 года Фефелов был призван на службу в Рабоче-крестьянскую Красную Армию. С апреля 1942 года — на фронтах Великой Отечественной войны.
К январю 1945 года гвардии старший сержант Яков Фефелов был механиком-водителем танка 1-го танкового батальона  50-й гвардейской танковой бригады (9-го гвардейского танкового корпуса, 2-й гвардейской танковой армии, 1-го Белорусского фронта). Отличился во время освобождения Польши. 16-18 января 1945 года экипаж Фефелова участвовал в боях за город Сохачев, уничтожив в общей сложности 2 танка, 2 бронетранспортёра, 13 артиллерийских орудий, около 50 автомашин и большое количество солдат и офицеров противника. 8 февраля 1945 года Фефелов погиб в бою.

## Награды
Указом Президиума Верховного Совета СССР от 27 февраля 1945 года гвардии старший сержант Яков Фефелов посмертно был удостоен высокого звания Героя Советского Союза. Также был награждён орденами Ленина, Красного Знамени, Отечественной войны 2-й степени и Красной Звезды, рядом медалей.